# Neohelota brevis
Neohelota brevis is een keversoort uit de familie Helotidae. De wetenschappelijke naam van de soort is voor het eerst geldig gepubliceerd in 1891 door Ritsema.